# Encuadernación de orfebrería

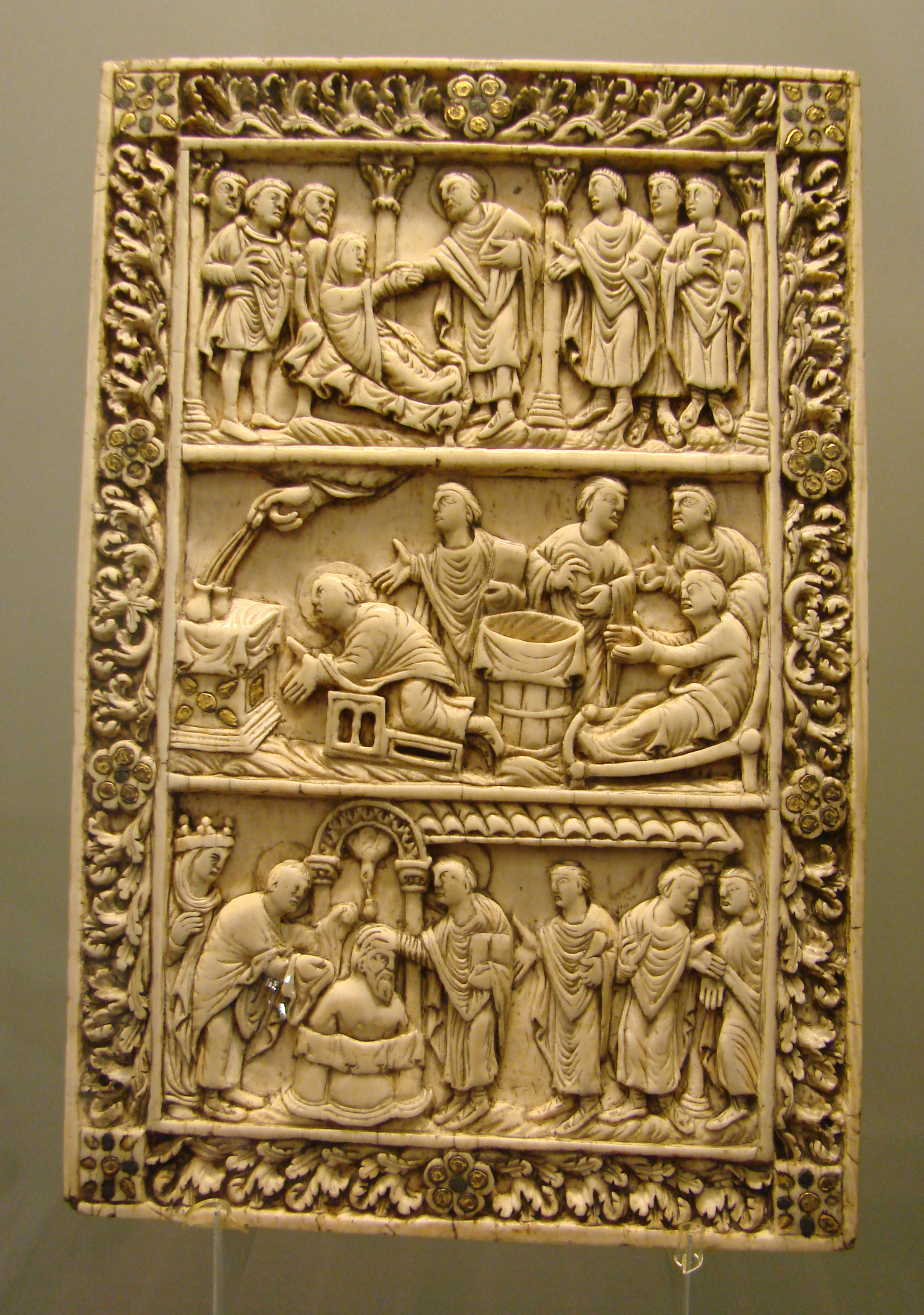
Placa de marfil, probablemente de la portada de un libro, Reims a finales del siglo IX, con dos escenas de la vida de san Remigio y el bautismo de Clodoveo

Una encuadernación de orfebrería o encuadernación enjoyada es una lujosa cubierta de libro que utiliza metal en oro o plata, joyas o marfil, así como el material de encuadernación más habitual para las cubiertas de los libros como el cuero, el  terciopelo u otras telas. Las encuadernaciones enjoyadas parecen haber existido al menos desde la  Antigüedad tardía, aunque no hay ejemplos conservados tan antiguos, y los ejemplares de la Alta Edad Media son muy escasos. Decayeron en su uso a finales de la Edad Media, pero unos pocos continuaron elaborándose en Occidente incluso hasta nuestros días, y muchos más en las zonas donde predominaba la Iglesia ortodoxa. Las encuadernaciones se utilizaban principalmente en grandes manuscritos iluminados, especialmente evangelarios diseñados para el altar y uso en los oficios de la iglesia, más que para el estudio en la biblioteca.   
La técnica de encuadernación real es la misma que para otros libros medievales, con los folios, normalmente de pergamino, cosidos y unidos a tablillas de madera. Los añadidos de metal de la encuadernación enjoyada se fijan, normalmente mediante tachuelas, en estas tablillas. La gran mayoría de estas encuadernaciones fueron destruidas más tarde, bien por saqueadores que le despojaban de su valioso oro y joyas, o por los propietarios cuando necesitaban dinero en efectivo. Otros se han conservado sin sus joyas, y muchas de estas encuadernaciones ya no están unidas al libro original o han sido colocadas a un libro diferente. Algunos libros como estos se conservan en las principales bibliotecas, por ejemplo, la Moran Library & Museum en la ciudad de Nueva York, la Biblioteca John Rylands en Mánchester, la British Library de Londres, la Biblioteca Estatal de Baviera en Múnich y la Biblioteca Nacional de Francia. Como los relieves de marfil tallado que se utilizan a menudo no se pueden reciclar, estos sobreviven en un número mucho mayor, lo que da una mejor idea del número de encuadernaciones enjoyadas que existieron en su día. Otros ejemplos se registran en fuentes documentales pero aunque los libros se conservan, las cubiertas no. El Libro de Kells perdió su encuadernación después de un robo, y el destino de la cubierta que falta de los Evangelios de Lindisfarne no está registrado.   
En las iglesias ortodoxas orientales se han seguido realizando hasta hoy día encuadernaciones enjoyadas y en muchos estilos artísticos, principalmente para evangelios litúrgicos. Otros estilos de encuadernación con gemas, y habitualmente perlas, tienen una cubierta de terciopelo u otro textil, al que se cosen o se fijan las gemas. Es más probable que estos libros se destinasen para uso particular, especialmente los libros de oraciones y los libros de horas en el que también se podían incorporar bordados.   

## Técnica y producción.
Las técnicas de producción de encuadernación de orfebrería han evolucionado a lo largo de la historia con las tecnologías y métodos utilizados en la creación de libros. Durante el siglo IV de la era cristiana, los manuscritos en rollos de papiro o pergamino se aplanaron primero y se convirtieron en libros con páginas cortadas y cosidas a través de agujeros perforados en sus márgenes. A partir del siglo V, los libros se cosían de esta manera usando correas de cuero para hacer la encuadernación más fuerte y duradera con tablillas de madera colocadas en la parte superior e inferior para mantener las páginas planas. Estas correas se encajaban en las tablillas y se cubrían completamente con cuero.
Las tablillas ofrecían la oportunidad de una ornamentación decorativa, con fundas de metal en la madera para la inserción de gemas, piedras y joyas preciosas. El material de la cubierta se colocaba a mano sobre los armazones y se cortaba alrededor del borde de los mismos para mostrar las joyas. Los libros encuadernados de este modo solían ser evangelarios y otros libros religiosos destinados para su uso dentro de la iglesia. En la Edad Media, la responsabilidad de crear libros adornados recaía en los orfebres y no en los encuadernadores. Trabajaban con láminas de oro, plata o cobre para crear paneles con joyas y esmaltados que se clavaban por separado en las tablillas de madera.
El material de la cubierta se colocaba a mano sobre los casquillos y se cortaba alrededor del borde de los mismos para revelar las joyas. Los libros encuadernados de orfebrería solían ser evangelios y otros libros religiosos hechos para ser usados dentro de la iglesia. En la Edad Media, la responsabilidad de crear libros adornados recaía en orfebres y sus correspondientes gremios, que trabajaban con láminas de oro, plata o cobre para crear paneles de joyas y esmaltes que se clavaban por separado en las tablas de madera.

### Otras formas
La metalistería para libros también incluían cierres de metal que mantenían el libro cerrado cuando no se usaba, y elementos metálicos aislados que decoraban una cubierta de cuero o tela, que eran muy comunes en las grandes bibliotecas de la Baja Edad Media. Los cierres o correas decorativos para libros se hicieron con joyas o metal repujado desde el siglo XII en adelante, particularmente en Holanda y Alemania. En Escocia e Irlanda desde el siglo IX e incluso antes, los libros que se consideraban reliquias se guardaban en un relicario metálico decorado llamado cumdach, y a partir de ese momento probablemente no se utilizaban como libros. Incluso se llevaban a la batalla como una especie de estandarte, que un soldado portaba alrededor del cuello como un amuleto protector. Las cajas o estuches de joyas también se usaron para guardar pequeñas ediciones del Corán durante este período de tiempo.
En el siglo XVI estaban de moda pequeños libros devocionales adornados con cubiertas enjoyadas o esmaltadas que se llevaban como una faja o alrededor del cuello como piezas de joyería, habituales en la corte inglesa. Estas piezas pueden verse en retratos de la época y registros de joyas de los reinados de Enrique VIII y Eduardo VI.

## Historia

Típica cubierta de esmalte de Limoges, c. 1200

Las encuadernaciones de orfebrería eran un lujo asequible sólo para las élites ricas, y eran encargadas por coleccionistas privados adinerados, iglesias y clérigos de alto rango, nobleza y la realeza. La primera referencia a ellos es una carta de San Jerónimo de 384, donde escribe con desdén a las mujeres cristianas ricas cuyos libros están escritos en oro sobre pergamino púrpureo y adornados con gemas. Desde al menos el siglo VI se aprecian en mosaicos y otras imágenes, como el icono del siglo VI del Pantocrátor  del Monasterio de Santa Catalina y el famoso mosaico de Justiniano I en la Iglesia de San Vital de Rávena. Los paneles de marfil que a menudo se colocan en el centro de las cubiertas se adaptaron al estilo de los dípticos consulares, y de hecho una gran proporción de los ejemplos que se conservan se reutilizaron en las cubiertas de los libros en la Edad Media.  Algunas encuadernaciones fueron creadas para contener reliquias de santos, y estos grandes libros a veces se veían suspendidos de barras doradas y portados en las procesiones públicas de los emperadores bizantinos. Especialmente en el cristianismo celta de Irlanda y Gran Bretaña, libros relativamente ordinarios que habían pertenecido a santos monásticos se trataron como reliquias y podían ser reencuadernados de orfebrería, o colocados en un cumdach.   
Las gemas y el oro no sólo creaban una impresión de riqueza, aunque ese era ciertamente parte de su propósito, sino que sirvieron también para ofrecer un anticipo del paraíso de la ciudad celestial en contextos religiosos. También se creía que determinados tipos de gemas tenían propiedades realmente poderosas en varios aspectos científicos, médicos y mágicos, como se establecía en el denominado lapidario. Varios libros litúrgicos con lujosas encuadernaciones evidencian, mediante el análisis textual, que carecen de partes esenciales del corpus narrativo normal de una versión "de trabajo", como el Libro de Kells o el Codex Aureus de Echternach. Habrían sido utilizados para lecturas en los oficios y servicios litúrgicos, pero en un monasterio eran esencialmente parte del mobiliario de la iglesia en lugar de la biblioteca, como evidencian los registros de la Abadía de Kells, el libro de Kells estaba en la sacristía.   
Las encuadernaciones en orfebrería bizantinas y del occidente medieval a menudo son de estilo diferente. Además de ser realizadas en diferentes épocas y lugares, sus componentes también fueron desmontados y reutilizados en otros volúmenes o readaptados con nuevas piezas a medida que transcurría el tiempo. Por ejemplo, las cubiertas del Evangelario de Lindau provienen de diferentes partes del sur de Alemania, con la cubierta trasera o posterior creada en el siglo VIII (anterior al libro que ahora adornan) mientras que la cubierta delantera o frontal se completó en el siglo IX; ambas incorporan metal dorado adornado con joyas. No se sabe cuándo se usaron por primera vez en este manuscrito.
Fuera de los monasterios, los gremios de encuadernadores que surgieron en la Edad Media a menudo tenían restricciones, marcadas por la ley, en la cantidad de joyas utilizadas. Aunque esto no afectaba significativamente al oficio de decorar libros, sí ordenaba el número de joyas permitidas dependiendo del cargo o rango del comisionado de la obra. Casi ninguna de las encuadernaciones de orfebrería inglesas medievales sobrevivió a la disolución de los monasterios y la Reforma anglicana, acaecida cuando las bibliotecas eclesiásticas de Inglaterra fueron clausuradas y se retiraron las encuadernaciones de orfebrería en virtud de una ley para "despojar y pagar al tesoro del rey todo el oro y la plata encontrados en los libros de devoción papales". Una expoliación que no fue tan generalizada en la Reforma Protestante del continente, pero la mayoría de las encuadernaciones se conservan en regiones católicas que evitaron guerras y revoluciones posteriores.
A pesar de la mercantilización de la producción de libros debido a la imprenta, la tradición artística de la encuadernación de joyas continuó en Inglaterra, aunque con menos frecuencia y diseños más sencillos. Las encuadernaciones enjoyadas seguían siendo favorecidas por la corte inglesa, lo que se evidencia en los registros de la biblioteca privada de reina Isabel I, que prefería las encuadernaciones de terciopelo. En una visita a la Biblioteca Real en 1598, Paul Hentzner comentó sobre los libros encuadernados en terciopelo de diferentes colores, aunque principalmente rojos, con cierres de oro y plata; algunos tienen perlas y piedras preciosas engarzadas en sus encuadernaciones. A lo largo de los siglos XVI y XVII, el estilo evolucionó para convertirse en una encuadernacion con más terciopelo, satén, seda, lienzo, bordados, hilos de metal, perlas y lentejuelas en detrimento de las joyas.

### Resurgimiento
La práctica de la encuadernación en orfebrería decayó hasta experimentar un resurgimiento a inicios del siglo XX en Inglaterra. Muy influyentes en el renacimiento de este tipo de encuadernación fueron Francis Sangorski y George Sutcliffe de la firma de encuadernadores Sangorski & Sutcliffe. Sus encuadernaciones en orfebrería no eran grandes gemas sin cortar como en la época medieval, sino piedras semipreciosas en cabujón enmarcadas en encuadernaciones bellamente diseñadas con incrustaciones de cuero multicolor y elaboradas piezas doradas. La artesanía de estas encuadernaciones era muy sofisticada; sólo sus competidores Riviere  producían trabajos de calidad similar. La más famosa de estas encuadernaciones fue El Gran Omar (1909), una copia del Rubaiyat de Omar Khayyam en una interpretación libre realizada por Edward FitzGerald, que incluía buenas piezas, incrustaciones de cuero de colores y 1050 joyas en un esquema de diseño de pavo real. Este lujoso libro se hundió con el Titanic en 1912. Hoy en día, una tercera reproducción de esta encuadernación es la única que se conserva en la British Library desde 1989, después de que la segunda, reproducida según el diseño de Sutcliffe por su sobrino Stanley Bray, sufriera daños en un bombardeo durante la Segunda Guerra Mundial.
Otras empresas encuadernadoras que crearon libros de este estilo durante este período fueron las compañías de Rivière y Zaehnsdorf. La mayor colección de estas obras maestras fue la Phoebe Boyle; más de 100 encuadernaciones enjoyadas se vendieron en 1923. Estas obras aparecen ocasionalmente en subastas y la literatura sobre ellas es sorprendentemente escasa dada su excelente calidad.   
En 1998, Rob Shepherd de Shepherds Bookbinders compró tanto Zaehnsdorf como Sangorski & Sutcliffe. Actualmente, la encuadernación de orfebrería es una práctica poco común, y las empresas de encuadernación, tanto grandes como pequeñas, encuentran que esta forma de arte se está volviendo menos viable en la sociedad actual.

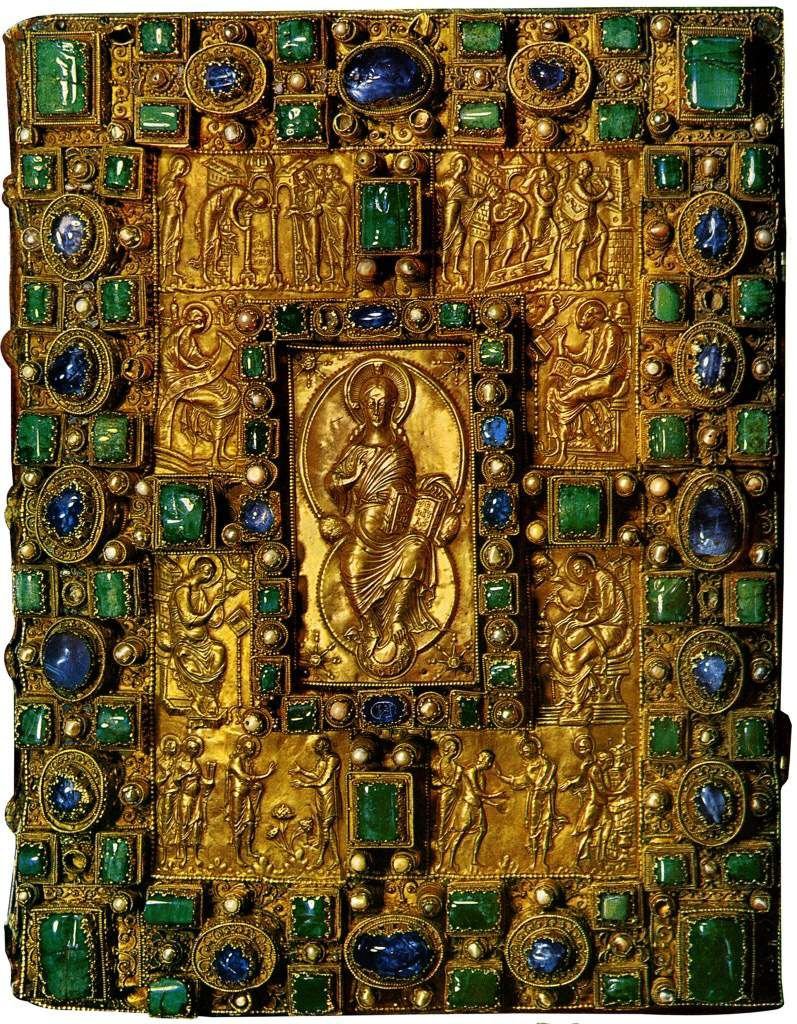
Cubierta con incrustaciones de gemas del Codex Aureus de San Emmeram, 870
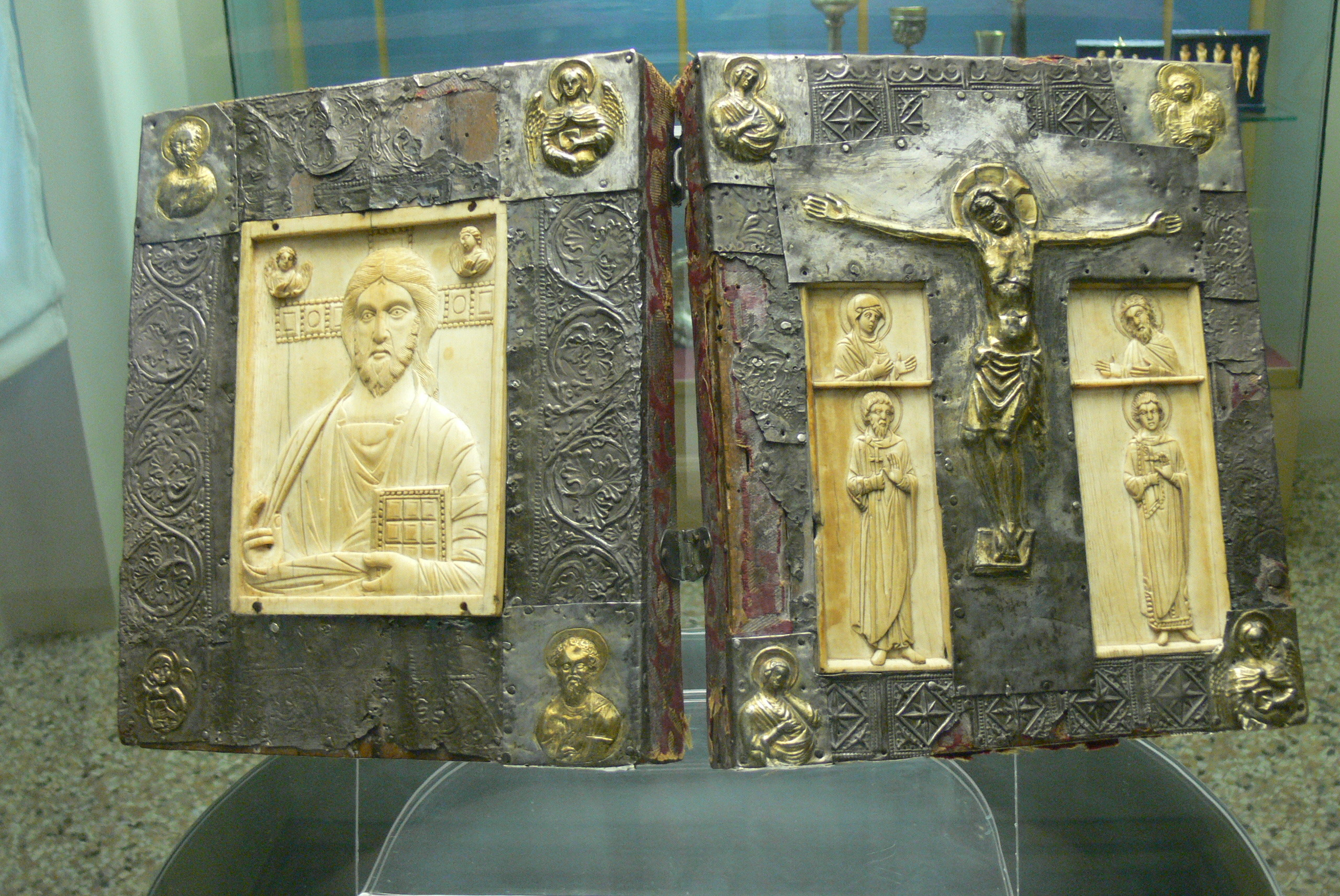
Portada del libro del Evangelio con elementos bizantinos y occidentales de varios períodos medievales
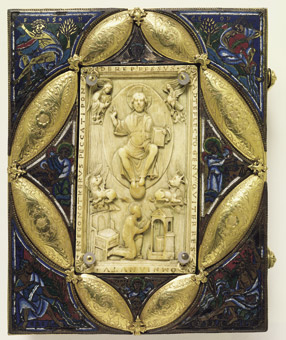
Marfil del siglo X, con obispo oferente arrodillado, oro y esmalte del siglo XII. Arte Mosano
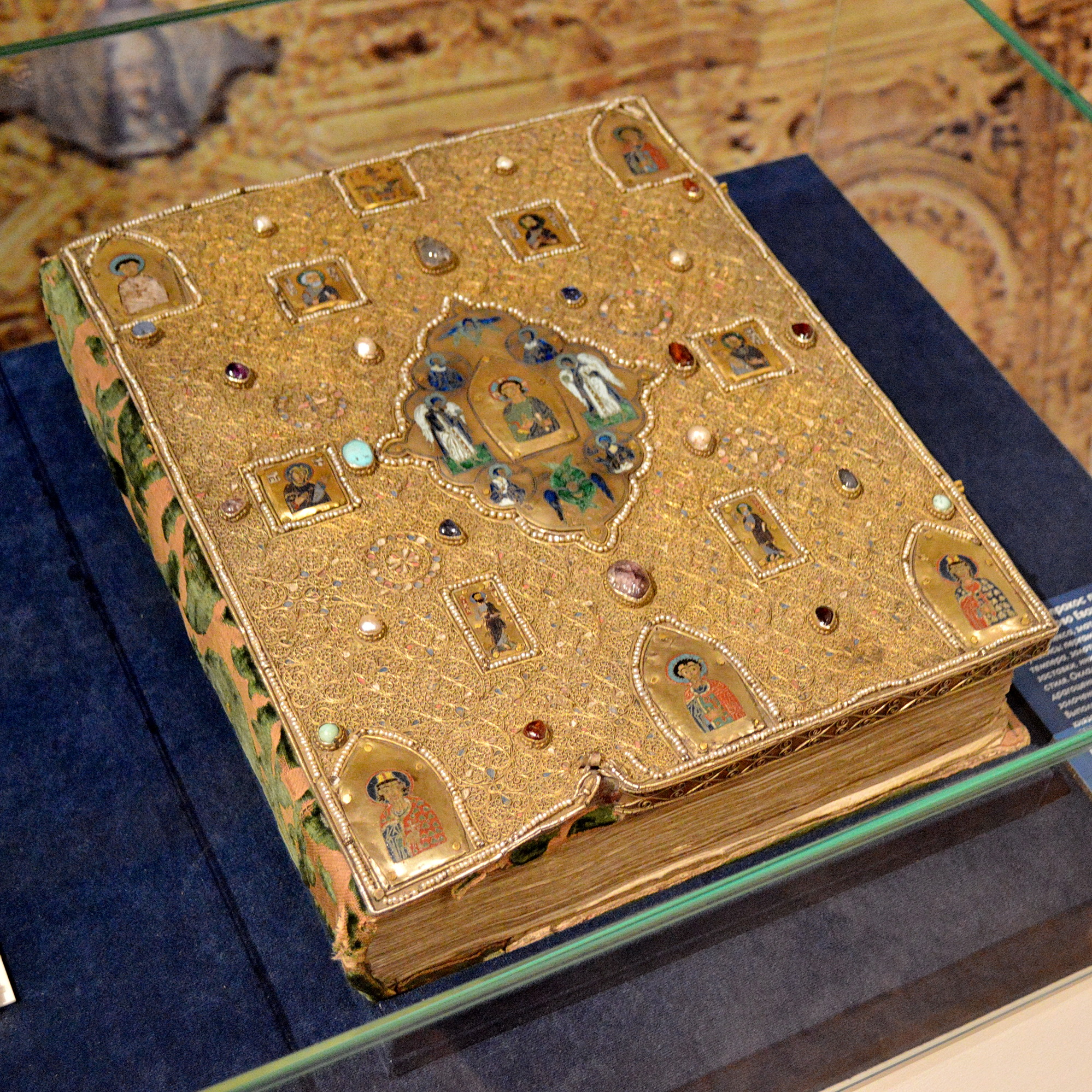
La encuadernación del Evangelio Mstislav ( Novgorod, 1551) incorpora numerosas miniaturas bizantinas de los siglos X y XI.
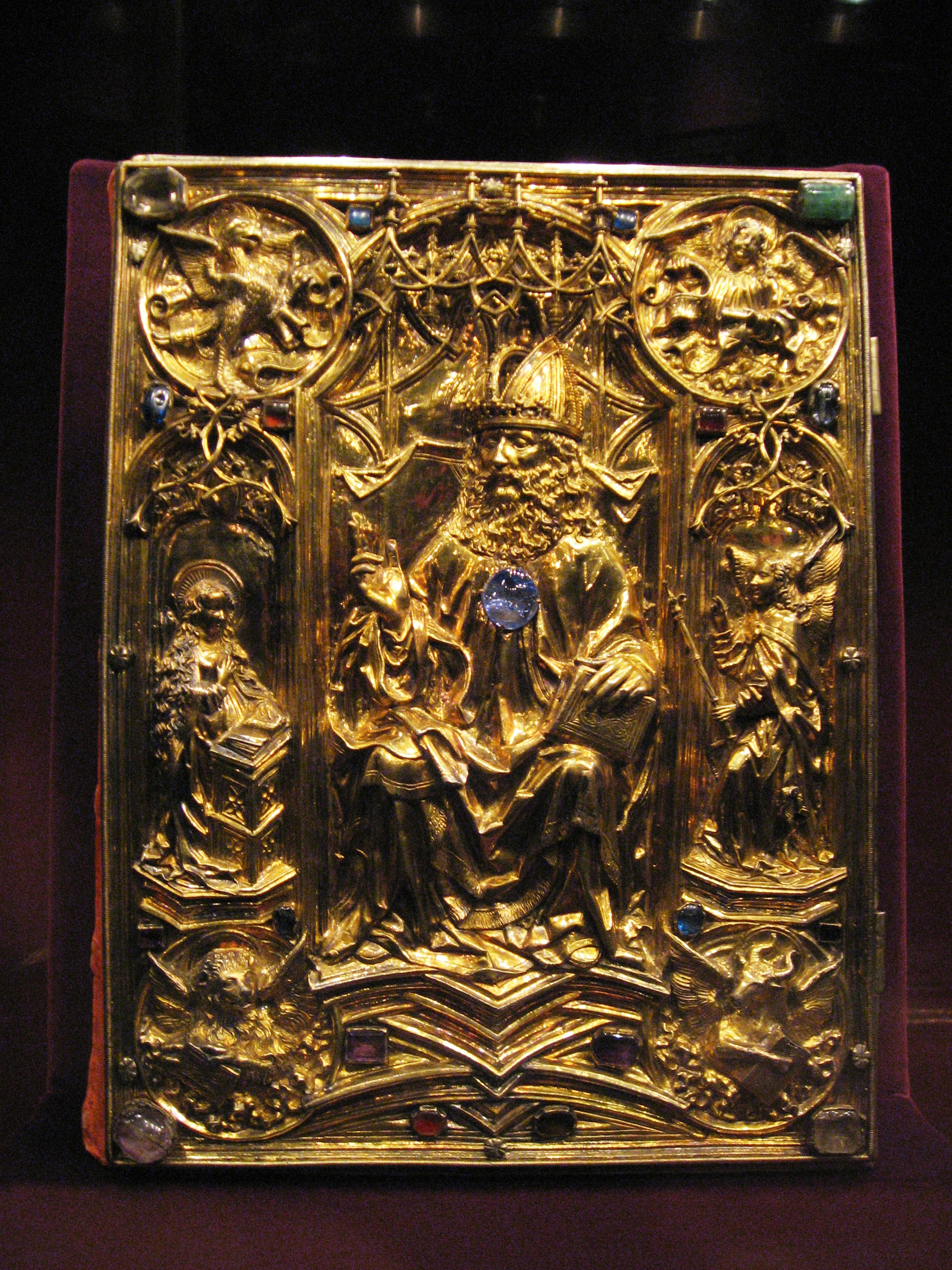
Cubierta de la tapa del evangelario utilizada en la coronación de los emperadores del Sacro Romano Imperio Germánico, fue reemplazada en 1500.
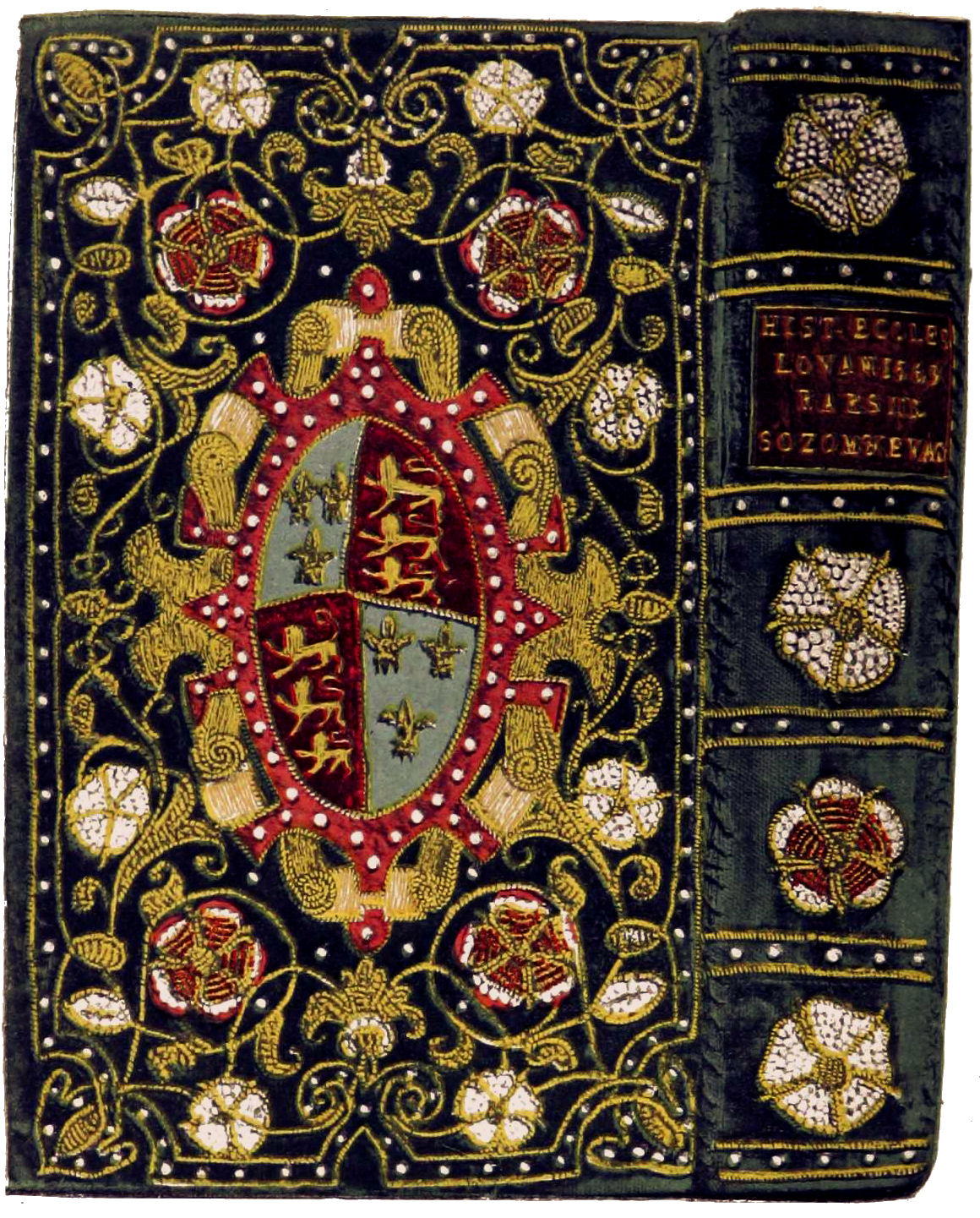
Restaurada encuadernación de terciopelo del siglo XVI bordada con perlas para Isabel I, en un volumen de la historia de la iglesia.
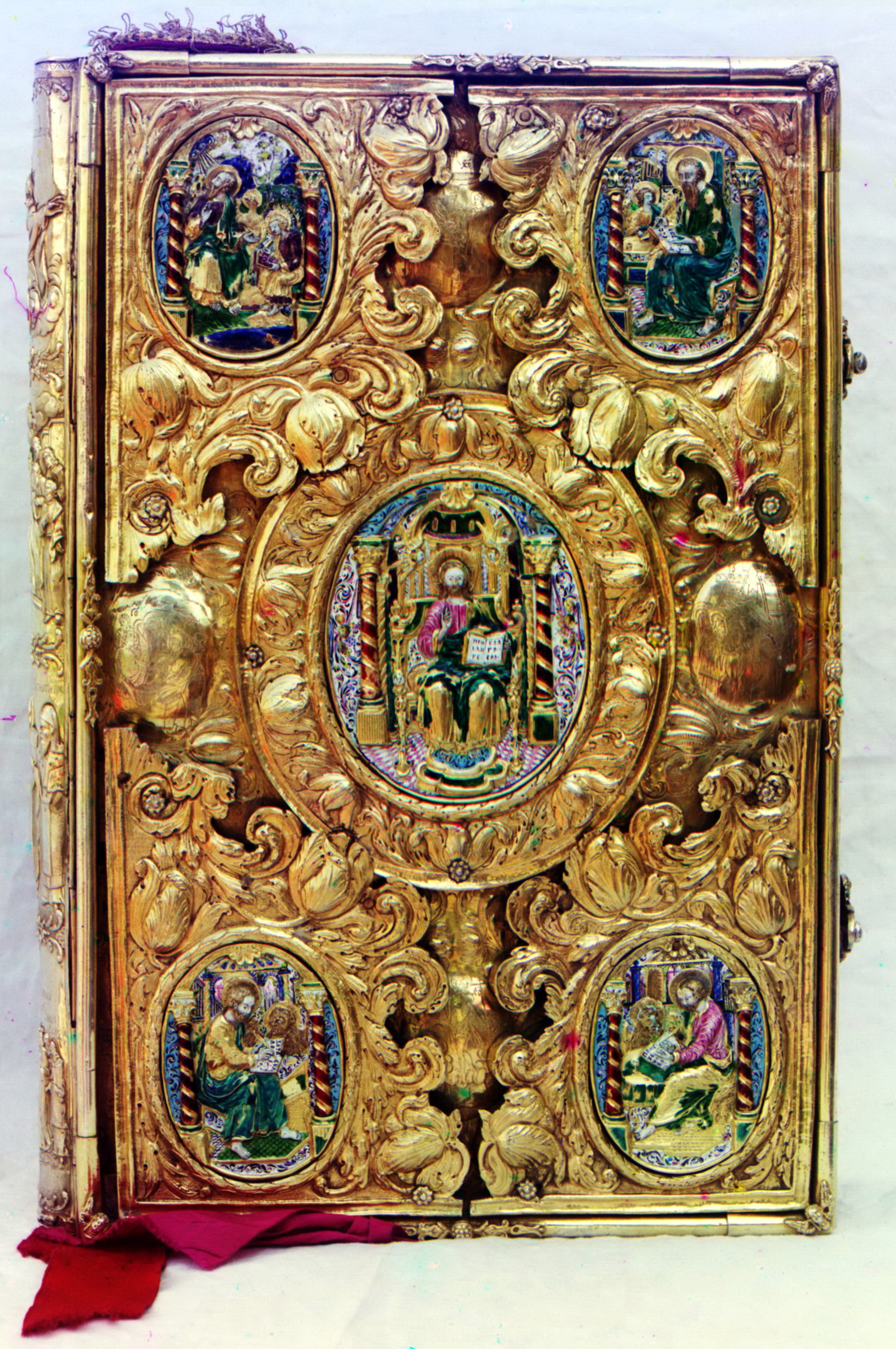
Evangelario ruso, 1911, oro y esmalte
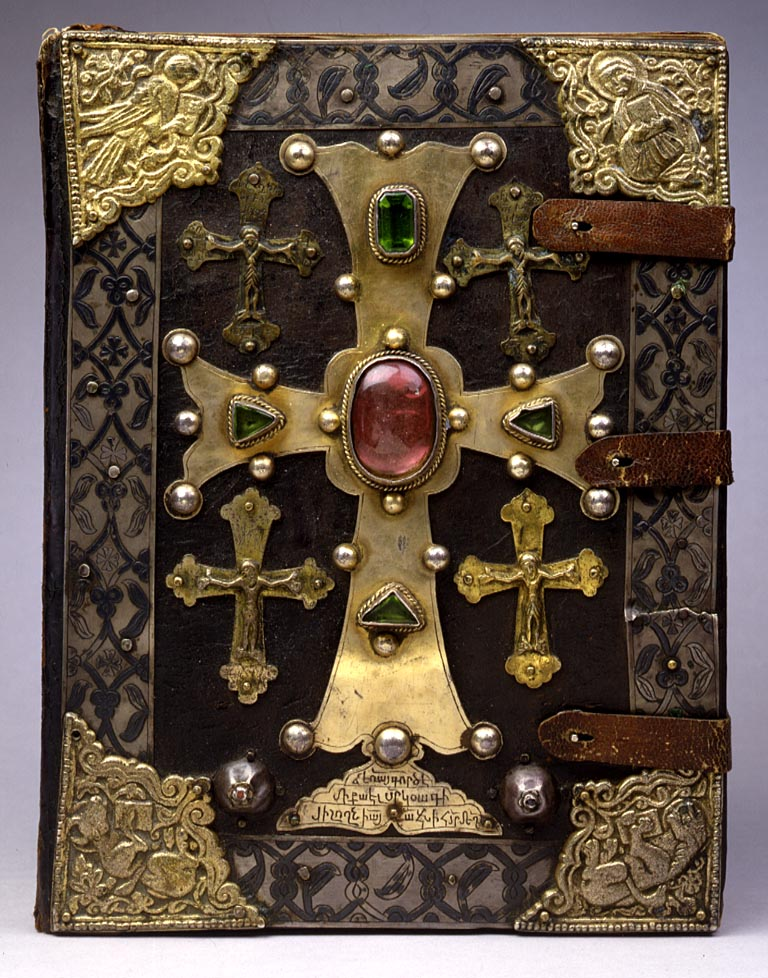
Evangelario con elementos metálicos sobre cuero. Armenia, 1262.
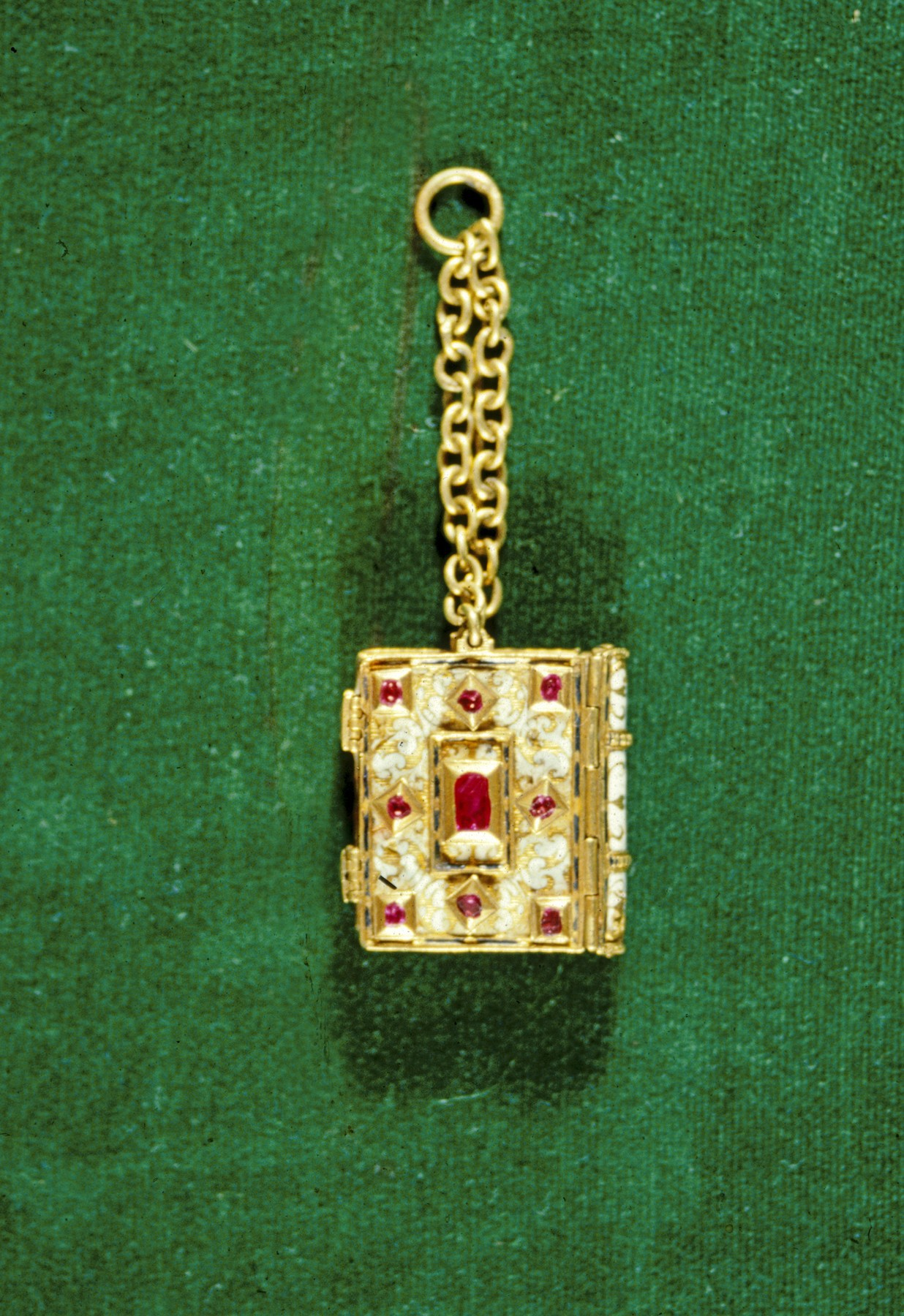
Manuscrito en miniatura renacentista usado como colgante. Italia, c. 1550
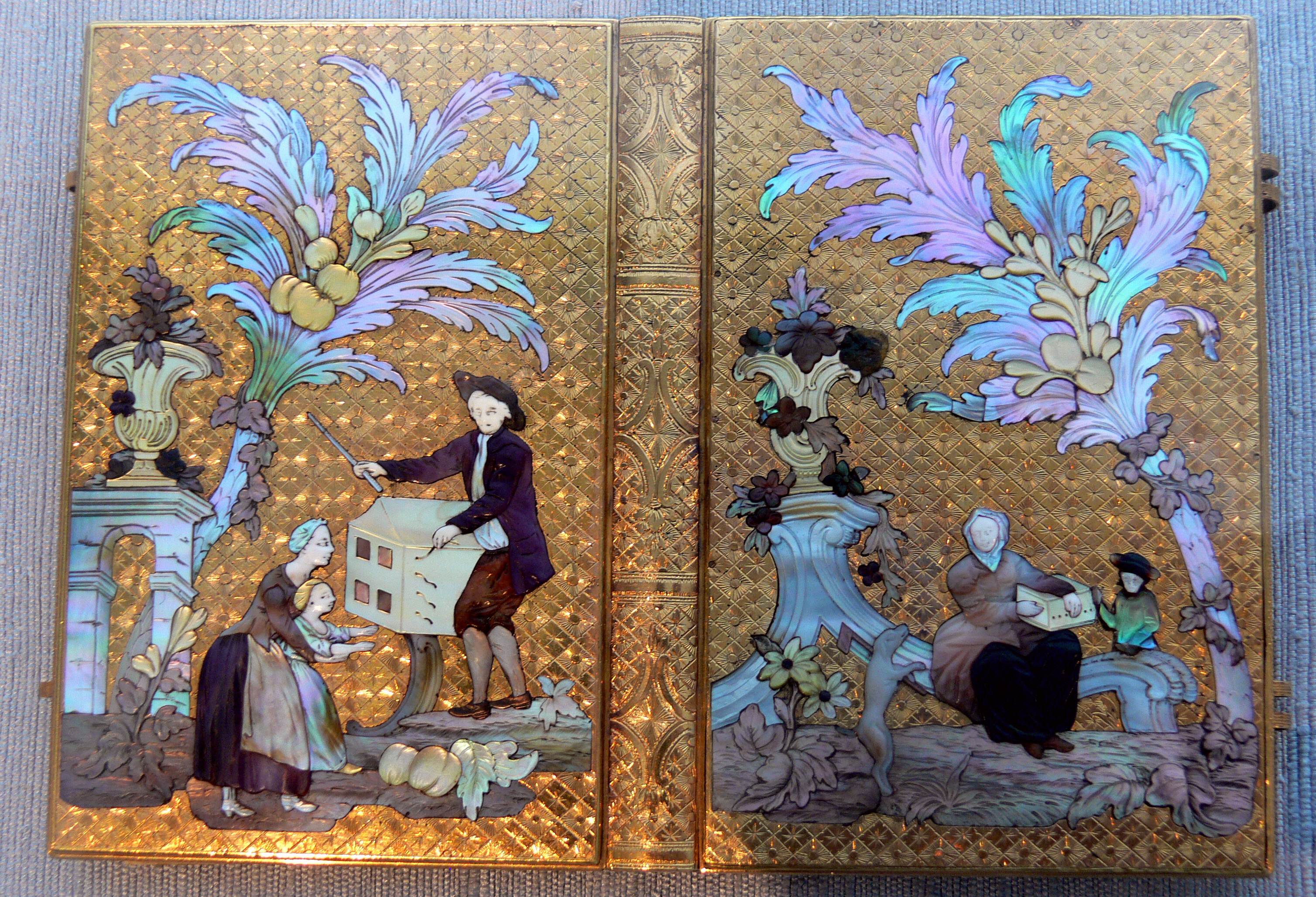
Encuadernación rococó con oro, nácar, marfil y piedras preciosas. Berlín, 1750–1760
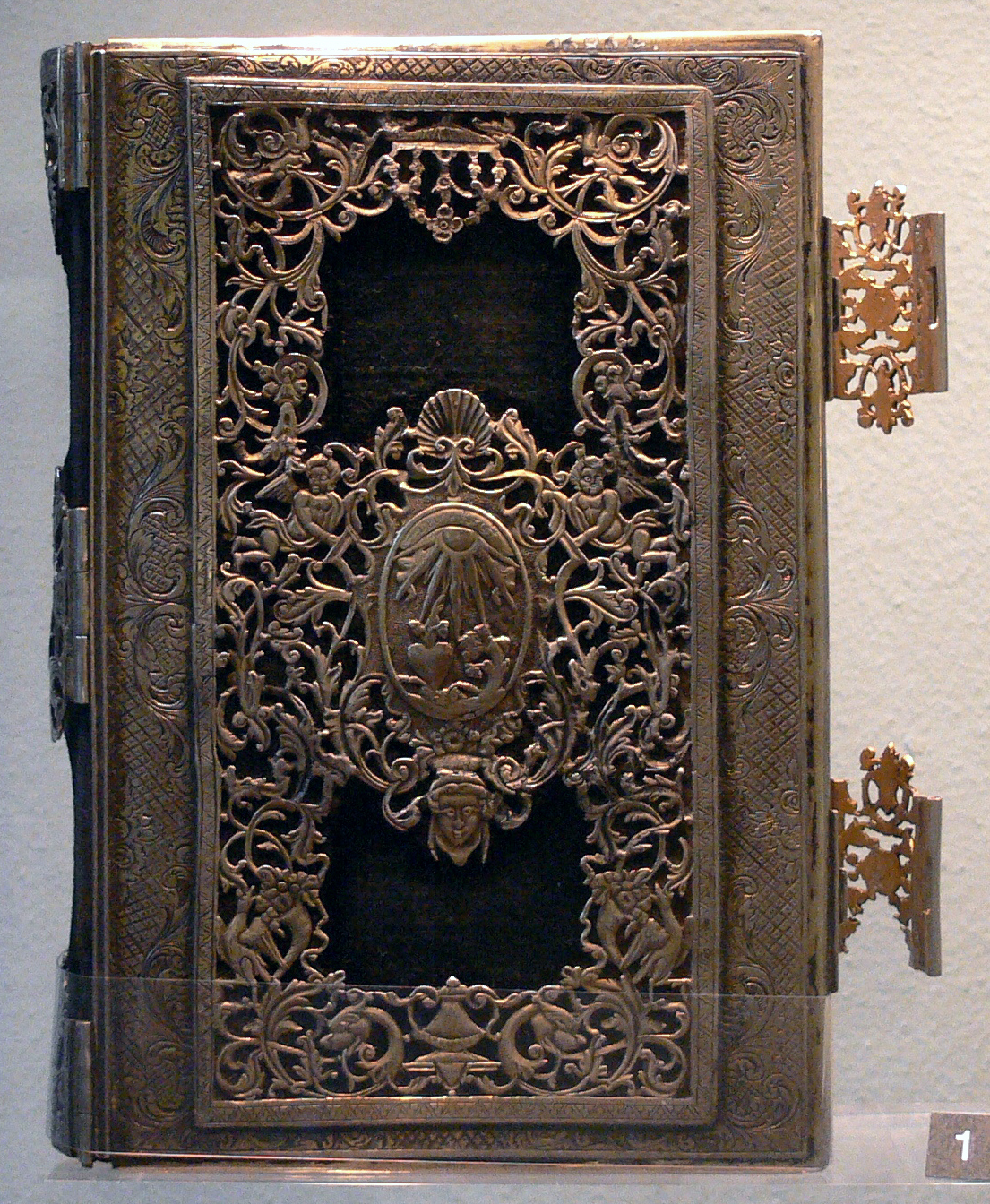
Encuadernación en orfebrería alemanda del siglo XVIII
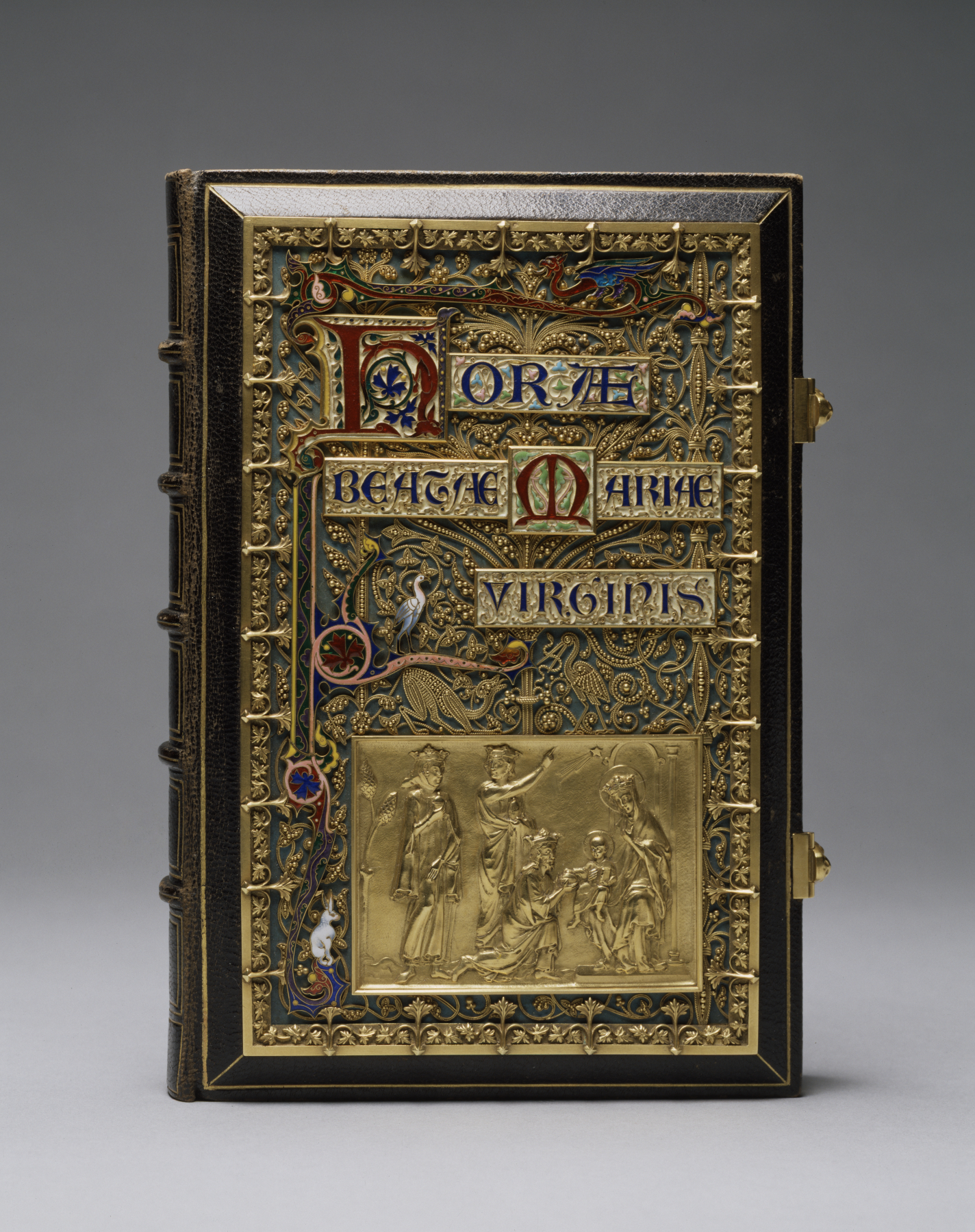
Ejemplar de la firma parisina de encuadernaciones de lujo Gruel y Engelmann, París 1870, diseño del joyero Alexis Falize.
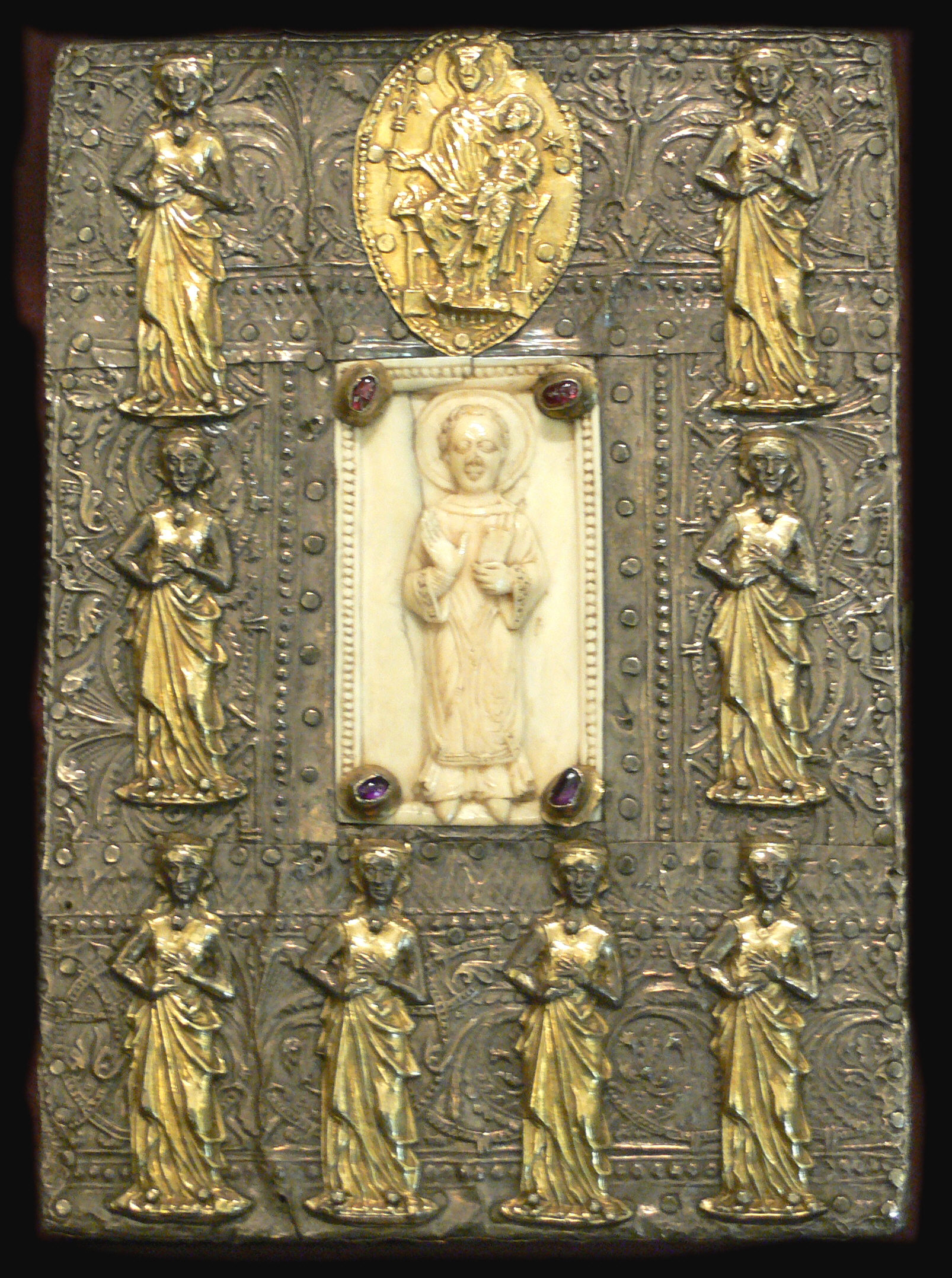
Portada del libro Hymni et cursus de St. Stephano, Baviera, siglo XII/XIII.